# Tercer Nefi
El Tercer Nefi es uno de los libros que forman el Libro de Mormón. Su título completo es: El Libro de Nefi, hijo de Nefi, que era hijo de Helamán.
En este libro se cuenta la visita de Cristo a América según la doctrina de la Iglesia de Jesucristo de los Santos de los Últimos Días.